# Mildred Dresselhaus
Mildred Spiewak, conocida como Mildred Dresselhaus (Brooklyn, 11 de noviembre de 1930-Cambridge, 20 de febrero de 2019), fue una física y nanotecnóloga estadounidense, pionera en el estudio de los nanomateriales, conocida como la "reina de la ciencia del carbono", fue la primera catedrática y catedrática emérita de Física e Ingeniería Eléctrica del Instituto de Tecnología de Massachusetts. Obtuvo numerosos premios que incluyen la Medalla Presidencial de la Libertad, la Medalla Nacional de Ciencia, el Premio Enrico Fermi y el Premio Vannevar Bush.

## Primeros años y educación
Mildred Spiewak nació el 11 de noviembre de 1930 en Brooklyn, Estados Unidos, la hija de Ethel Teichtheil y Meyer Spiewak, quienes eran inmigrantes polacos judíos de origen humilde.
Criada en el Bronx, se graduó en el Hunter College High School pensando en ser maestra. Obtuvo su licenciatura por el Hunter College en Nueva York en 1951, y recibió el consejo de la futura premio Nobel Rosalyn Yalow para proseguir sus estudios de física. Realizó estudios de posgrado en la Universidad de Cambridge con una beca Fulbright y en la Universidad de Harvard, donde obtuvo su máster en Radcliffe College. En sus clases universitaria varias veces fue la única mujer del curso, y consiguió su doctorado en la Universidad de Chicago en 1958, donde estudió bajo el premio Nobel Enrico Fermi. 
Sus investigaciones las comenzó sobre las propiedades de las microondas de un superconductor en un campo magnético y es en 1958 cuando defendió su tesis doctoral en este ámbito.
Pasó luego dos años en la Universidad Cornell como postdoctorada antes de trasladarse al Laboratorio Lincoln del MIT como empleada. Se convirtió en profesora visitante del MIT en 1967, en profesora titular en 1968, y en catedrática de Física en 1983. En 1985, se convirtió en la primera mujer seleccionada como Catedrática de Instituto, la distinción más alta del profesorado en el MIT.

## Carrera y legado
Dresselhaus recibió la Medalla Nacional de Ciencia en 1990 en reconocimiento a su trabajo sobre las propiedades electrónicas de los materiales y la promoción de oportunidades para mujeres en ciencia e ingeniería. Y en 2005 recibió el 11.º Premio Heinz en la categoría de Tecnología, Economía y Trabajo. En 2008 recibió la Medalla Oersted, y en 2015 la Medalla IEEE de Honor, primera mujer en recibirla.
De 2000–2001, fue la directora de la Oficina de Ciencia en el Departamento de Energía de los Estados Unidos. De 2003 a 2008, fue la presidenta del consejo de gobierno del Instituto Estadounidense de Física. También ha servido como presidenta de la Sociedad Física Estadounidense, la primera mujer presidenta de la Asociación Estadounidense para el Adelanto de la Ciencia, y tesorera de la Academia Nacional de Ciencias. Dresselhaus dedicó mucho tiempo a apoyar los esfuerzos para promover el aumento de la participación de las mujeres en la física.

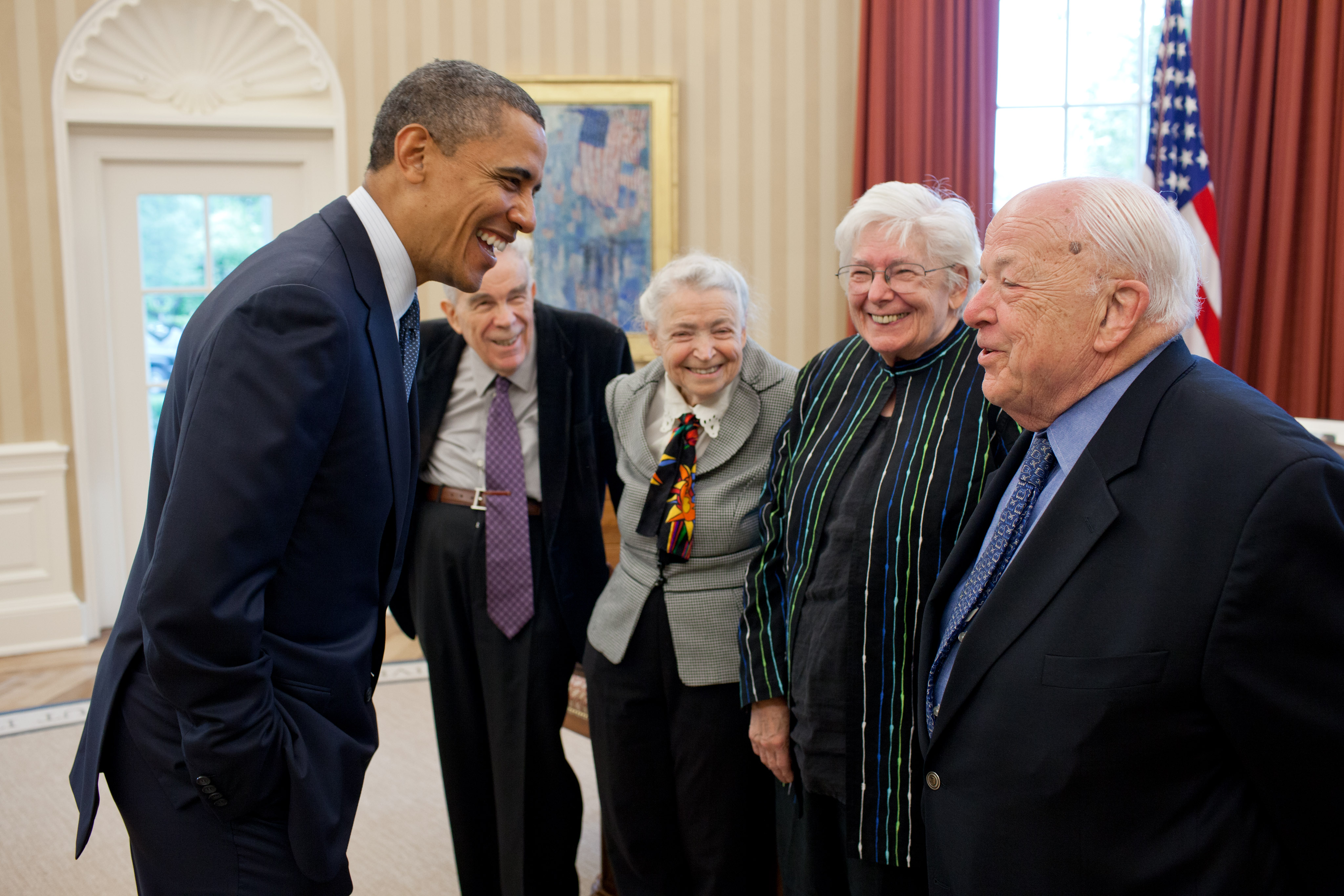
El Presidente Barack Obama saluda a la Dra. Mildred S. Dresselhaus, tercera por la derecha, y al Dr. Burton Richter, derecha, el 7 de mayo de 2012.

En 2012 Dresselhaus fue la correcipiente del Premio Enrico Fermi, junto a Burton Richter. El 31 de mayo de 2012 Dresselhaus recibió el Premio Kavli, "por sus contribuciones pioneras en el estudio del fonón, las interacciones fonón-electrón, y el transporte térmico en las nanoestructuras."
En 2014, recibió la Medalla Presidencial de la Libertad.
Dresselhaus se distinguió en especial por su trabajo sobre el grafito, los compuestos de intercalación del grafito, los fullerenos, los nanotubos de carbono, y el efecto termoeléctrico de baja dimensión. Su grupo hizo frecuente uso de la estructura de banda electrónica, el efecto Raman, y la fotofísica de las nanoestructuras de carbono. Entre los antiguos alumnos de Dresselhaus se encuentran reconocidos científicos materiales tales como Deborah Chung y James S. Speck y físicos notables como Nai-Chang Yeh, Greg Timp, Mansour Shayegan, Lourdes Salamanca Riba, y Ahmet Erbil.
Dresselhaus exploró el potencial de los nanotubos de carbono: en un futuro no muy lejano pueden ser el material con el que se haga la correa de un ascensor espacial, paneles solares mucho más potentes; o se envíen medicinas directamente a los tumores. Sus más de 1700 trabajos en la materia y la coautoría de ocho libros le han merecido el apodo de reina del Carbono.
Hay varias teorías físicas que reciben su nombre de Dresselhaus. El modelo Hicks-Dresselhaus (L. D. Hicks y Dresselhaus) es el primer modelo básico para el efecto termoeléctrico de baja dimensión, que inició el campo de banda entero. El modelo SFDD (Riichiro Saito, Mitsutaka Fujita, Gen Dresselhaus, y Mildred Dresselhaus) fue el primero en predecir las estructuras de banda de los nanotubos de carbono. El efecto Rashba-Dresselhaus se refiere a la interacción orbito-giratorio modelado por Gene Dresselhaus, el esposo de Mildred Dresselhaus.

## Defensa de la integración de la mujer en la ciencia
Fue defensora de la integración de las mujeres en la ciencia. Así lo relataba:

Tenía una plaza de investigación en MIT Lincoln Labs, y por supuesto éramos muy pocas mujeres, éramos dos entre cientos de hombres. Así que éramos menos, pero creo que nuestro trabajo era valorado. Y sigo en ello, porque me sigue interesando.

En 1971 tuvo la iniciativa de organizar el primer Women’s Forum en el MIT para explorar el papel de la mujer en ciencia, que luego recibió la financiación de la Fundación Carnegie. Además cuando ganó el premio Kavli, con una recompensa de un millón de dólares, creó el Fondo Mildred Dresselhaus para apoyar a mujeres o a miembros junior de su facultad.
Sus contribuciones para lograr la integración de las mujeres en ciencia le valieron varios reconocimientos, entre ellos: la cátedra Abby Rockefeller Mauze del MIT y el premio ACS por promover la presencia de las mujeres en carreras de químicas.
En 2017 Dresselhaus apareció en un anuncio para la campaña de General Electric para conseguir 20 000 mujeres en STEM para 2020.

## Vida privada
Se casó en 1958 con el físico teórico Gene Dresselhaus y tuvieron cuatro hijos en un corto lapso. «Sus superiores, sin embargo, se mostraron muy poco comprensivos con su situación y su necesidad de compaginar trabajo y familia.»

## Honores y premios
- Título honorario de doctora de Ciencia de la ETH Zúrich, 2015.[25]
- Medalla IEEE de Honor, 2015 (primera mujer en recibirla)[26]
- Inducción en el Salón de la Fama de Inventores de Estados Unidos, 2014.[27]
- Medalla presidencial de la Libertad, 2014.[28]
- Título honorario de doctora de Ciencia, Universidad Politécnica de Hong Kong, 2013.[29]
- Premio Arthur R. von Hippel, Sociedad de Investigación de Materiales, 2013.
- Premio Kavli en Nanociencia, 2012.
- Premio Enrico Fermi (segunda mujer en recibirlo), 2012.
- Premio Vannevar Bush (segunda mujer en recibirlo), 2009.
- Premio ACS por Animar a las Mujeres a entrar en Carreras de Ciencias Químicas, 2009.
- Premio Oliver E. Buckley Premio de Materia Condensada, Sociedad Física Estadounidense, 2008.
- Medalla Oersted Medalla, 2007.
- Premios L'Oréal-Premios de la UNESCO para Mujeres en la Ciencia, 2007.
- Premio Heinz de Tecnología, Economía y Trabajo, 2005.
- Medalla de los Fundadores del IEEE, 2004.
- Medalla Karl Taylor Compton de Liderazgo en Física, Instituto Estadounidense de Física, 2001.
- Medalla de Logros en Ciencia de Carbono y Tecnología, Sociedad de Carbono estadounidense, 2001.
- Miembro honorario del Instituto Ioffe, Academia rusa de Ciencias, San Petersburgo, Rusia, 2000.
- Premio de Avance de Materiales nacional de la Federación de Sociedades de Materiales, 2000.
- Doctorado honorario de la Universidad católica de Leuven, Bélgica, febrero de 2000.
- Medalla Nicholson, Sociedad Física estadonunidense, marzo de 2000.
- Premio Instituto Weizmann Logro del Milenio, junio de 2000.
- Premio SGL de carbono, Sociedad de Carbono estadounidense, 1997.[30]
- Medalla Nacional de Ciencia, 1990.
- Premio de Logros de la Asociación de Mujeres Ingenieras, 1977.

## Obra seleccionada
- Dresselhaus, M. S.; et.al. "Analysis of Picosecond Pulsed Laser Melted Graphite", Massachusetts Institute of Technology, Harvard University, Los Álamos National Laboratory, United States Department of Energy, (diciembre de 1986).
- Dresselhaus, M. S.; et.al. "The Transport Properties of Activated Carbon Fibers", Lawrence Livermore National Laboratory, United States Department of Energy (julio de 1990).
- Dresselhaus, M. S.; et.al. "Photoconductivity of Activated Carbon Fibers", Lawrence Livermore National Laboratory, United States Department of Energy, (agosto de 1990).
- Dresselhaus, M. S.; et.al. "Synthesis and Evaluation of Single Layer, Bilayer, and Multilayer Thermoelectric Thin Films", Lawrence Livermore National Laboratory, United States Department of Energy, (20 de enero de 1995).
- M. S. Dresselhaus; P. C. Eklund (2000). «Phonons in carbon nanotubes». Advances in Physics 49 (6): 705. Bibcode:2000AdPhy..49..705D. doi:10.1080/000187300413184. Archivado desde el original el 9 de enero de 2007.
- M. S. Dresselhaus; G. Samsonidze; S. G. Chou; G. Dresselhaus; J. Jiang; R. Saito; A. Jorio. Recent Advances in Carbon Nanotube Photo-physics. Archivado desde el original el 2 de julio de 2006.
- M. S. Dresselhaus & G. Dresselhaus (2002). «Intercalation Compounds of Graphite». Advances in Physics 51 (1): 1. Bibcode:2002AdPhy..51....1D. doi:10.1080/00018730110113644. Archivado desde el original el 9 de enero de 2007.
- M. S. Dresselhaus (2004). «Big Opportunities for Small Objects». Materials Today Magazine 5 (11): 48. doi:10.1016/S1369-7021(02)01164-1. Archivado desde el original el 9 de enero de 2007.
- M. S. Dresselhaus, G. Dresselhaus and A. Jorio (2004). «Unusual Properties and Structures of Carbon Nanotubes». Annual Review of Materials Research 34 (1): 247. Bibcode:2004AnRMS..34..247D. doi:10.1146/annurev.matsci.34.040203.114607. Archivado desde el original el 11 de enero de 2006.
- M. S. Dresselhaus; G. Dresselhaus; R. Saito; A. Jorio (2005). «Raman Spectroscopy of Carbon Nanotubes». Physics Reports 409 (2): 47. Bibcode:2005PhR...409...47D. doi:10.1016/j.physrep.2004.10.006. Archivado desde el original el 9 de enero de 2007.
- M. S. Dresselhaus & H. Dai (2004). «Carbon Nanotubes: Continued Innovations and Challenges». MRS Bulletin 29: 237. doi:10.1557/mrs2004.74.
- J. Heremans & M. S. Dresselhaus (2005). «Low Dimensional Thermoelectricity». CRC Handbook - Molecular and Nano-electronics: Concepts, Challenges, and Designs. Archivado desde el original el 9 de enero de 2007.
- M. S. Dresselhaus, R. Saito and A. Jorio (2004). «Semiconducting Carbon Nanotubes». Proceedings of ICPS-27. Archivado desde el original el 9 de enero de 2007.
- S. G. Chou; F. Plentz-Filho; J. Jiang; R. Saito; D. Nezich; H. B. Ribeiro; A. Jorio; M. A. Pimenta; G. Samsonidze; A. P. Santos; M. Zheng; G. B. Onoa; E. D. Semke; G. Dresselhaus; M. S. Dresselhaus (2005). «Photo-excited Electron Relaxation Process Observed in Photoluminescence Spectroscopy of DNA-wrapped Carbon Nanotube». Physical Review Letters 94 (12): 127402. Bibcode:2005PhRvL..94l7402C. doi:10.1103/PhysRevLett.94.127402.
- M. S. Dresselhaus (2004). «Nanotubes: a step in synthesis». Nature Materials 3 (10): 665-6. Bibcode:2004NatMa...3..665D. PMID 15467687. doi:10.1038/nmat1232.
- M. S. Dresselhaus (2004). «Applied Physics: Nanotube Antennas». Nature Materials 432 (7020): 959-60. Bibcode:2004Natur.432..959D. PMID 15616541. doi:10.1038/432959a.
- S. B. Fagan; A. G. Souza-Filho; J. Mendes-Filho; P. Corio; M. S. Dresselhaus (2005). «Electronic Properties of Ag- and CrO3-filled Single-wall Carbon Nanotubes». Chemical Physics Letters 406 (1-3): 54. Bibcode:2005CPL...406...54F. doi:10.1016/j.cplett.2005.02.091. Archivado desde el original el 9 de enero de 2007.
- Y. A. Kim; H. Muramatsu; T. Hayashi; M. Endo; M. Terrones; M. S. Dresselhaus (2004). «Thermal Stability and Structural Changes of Double-walled Carbon Nanotubes by Heat Treatment». Chemical Physics Letters 398 (1-3): 87. Bibcode:2004CPL...398...87K. doi:10.1016/j.cplett.2004.09.024. Archivado desde el original el 9 de enero de 2007.
- G. Samsonidze; R. Saito; N. Kobayashi; A. Gruneis; J. Jiang; A. Jorio; S. G. Chou; G. Dresselhaus et al. (2004). «Family Behavior of the Optical Transition Energies in Single-wall Carbon Nanotubes of Smaller Diameters». Applied Physics Letters 85 (23): 5703. Bibcode:2004ApPhL..85.5703S. doi:10.1063/1.1829160. Archivado desde el original el 11 de enero de 2006.
- S. G. Chou; H. B. Ribeiro; E. Barros; A. P. Santos; D. Nezich; G. Samsonidze; C. Fantini; M. A. Pimenta; A. Jorio; F. Pletz-Filho; M. S. Dresselhaus; G. Dresselhaus; R. Saito; M. Zheng; G. B. Onoa; E. D. Semke; A. K. Swan; B. B. Goldberg; M. S. Unlu (2004). «Optical Characterization of DNA-wrapped Carbon Nanotube Hybrids». Chemical Physics Letters 397 (4-6): 296. Bibcode:2004CPL...397..296C. doi:10.1016/j.cplett.2004.08.117. Archivado desde el original el 11 de enero de 2006.
- E. I. Rogacheva; O. N. Nashchekina; A. V. Meriuts; S. G. Lyubchenko; O. Vekhov; M. S. Dresselhaus; G. Dresselhaus (2005). «Quantum Size Effects in PbTe/SnTe/PbTe Heterostructures». Applied Physics Letters 86 (6): 063103. Bibcode:2005ApPhL..86f3103R. doi:10.1063/1.1862338.
- H. Son; Y. Hori; S. G. Chou; D. Nezich; G. Samsonidze; E. Barros; G. Dresselhaus; M. S. Dresselhaus (2004). «Environment Effects on the Raman Spectra of Individual Single-wall Carbon Nanotubes: Suspended and Grown on Polycrystalline Silicon». Applied Physics Letters 85 (20): 4744. Bibcode:2004ApPhL..85.4744S. doi:10.1063/1.1818739. Archivado desde el original el 9 de enero de 2007.
- C. Fantini; A. Jorio; M. Souza; A. J. Mai Jr.; M. S. Strano; M. A. Pimenta; M. S. Dresselhaus (2004). «Optical Transition Energies and Radial Breathing Modes for HiPco Carbon Nanotubes from Raman Spectroscopy». Physical Review Letters 93 (14): 147406. Bibcode:2004PhRvL..93n7406F. PMID 15524844. doi:10.1103/PhysRevLett.93.147406. Archivado desde el original el 9 de enero de 2007.
- S. B. Cronin; A. K. Swan; M. S. Unlu; B. B. Goldberg; M. S. Dresselhaus; M. Tinkham (2004). «Measuring Uniaxial Strain in Individual Single-wall Carbon Nanotubes: Resonance Raman Spectra of AFM Modified SWNTs». Physical Review Letters 93 (16): 167401. Bibcode:2004PhRvL..93p7401C. doi:10.1103/PhysRevLett.93.167401. Archivado desde el original el 11 de enero de 2006.
- Dresselhaus, M. S.; et.al. "Iron-Doped Carbon Aerogels: Novel Porous Substrates for Direct Growth of Carbon Nanotubes", Lawrence Livermore National Laboratory, United States Department of Energy, (20 de febrero de 2007).